# Kolonihaveforbundet
Kolonihaveforbundet er en upolitisk organisation, der er en sammenslutning af havefolk organiseret i kolonihaveforeninger og har til formål at arbejde for medlemmernes interesse i alle    spørgsmål af betydning for kolonihavebevægelsen. Forbundet blev oprettet 11. maj 1908 som  Kolonihavelejerforeningens Forbund, hvilket senere blev til Kolonihaveforbundet. Kolonihaveforbundets formål var også at opnå bedre kontraktforhold for kolonihaverne, hvor jorden var lejet af stat og kommuner. Kolonihaveforbundet har i dag kolonihaver i 75 kommuner med omtrent 400 tilsluttede haveforeninger og omkring  40.000 medlemmer. Kolonihaveloven blev ændret i juni 2013 for  at sikre, at kolonihaver fortsat skal være et økonomisk realistisk tilbud for alle dele af befolkningen.